# Zarzecze (Łomno)
Zarzecze – część wsi Łomno w Polsce, położona w województwie świętokrzyskim, w powiecie starachowickim, w gminie Pawłów.
W latach 1975–1998 Zarzeczeć administracyjnie należało do województwa kieleckiego.